# Krystian Zimerman
Krystian Zimerman, född 1956 i Zabrze, är en polsk pianist och musikvetare.

## Biografi
Krystian Zimerman härstammar från en synnerligen musikalisk familj. I hans barndomshem stod musiken alltid i centrum. Hans far blev hans förste musiklärare och vid sju års ålder gick han i lära hos Andrzej Jaśinski som var professor vid konservatoriet i Katowice. Under sin tid vid konservatoriet deltog Zimerman, mer eller mindre villigt, med framgång i en rad musiktävlingar vilket banade väg för hans berömmelse. Det definitiva genombrottet kom då han belönades med första pris i den prestigefyllda Chopin-tävlingen 1975. 
Den konstnärliga kvaliteten är kärnan i Krystian Zimermans musik. Musikens egen essens som upplevelse, snarare än produkt har väglett honom under hans hittills 30-åriga verksamhet. Bland annat tycker han fortfarande illa om tävlingar i musik och deltar sällan som domare i sådana. Inte heller hyser han varmare känslor för att arbeta med inspelningar i studio. Han har också egenhändigt designat ett sätt att turnera med sin egen flygel, något som andra musiker har börjat ta efter. Musik för Zimerman är en helhetsupplevelse av tonsättare, konstnär, instrument, publik, sal och allt annat som bakas in i den. Zimerman kritiserar ofta hårt kliniska analytiker som enligt honom "istället för att begrunda mysteriet i Mona Lisa, mer intresserar sig för färgen på hennes underkläder".  
Som konstnär har Krystian Zimerman nått den absoluta toppen och han nämns i samma andetag som Svjatoslav Richter, Vladimir Horowitz, och Artur Rubinstein Glenn Gould och Martha Argerich. Han har samarbetat med storheter som Leonard Bernstein, Herbert von Karajan, Seiji Ozawa, Riccardo Muti, Pierre Boulez och Zubin Mehta. Under vissa perioder vägrade den förstnämnde till och med att arbeta med någon annan pianist än Zimerman.
Idag bor Krystian Zimerman i Basel med sin hustru och deras två barn, och undervisar där på musikakademien. År 2005 förärades han även ett hedersdoktorat från universitetet i Katowice.